# Tuhala
Tuhala este o arie protejată (arie specială de conservare — SAC, sit de importanță comunitară — SCI) din Estonia întinsă pe o suprafață de 189,1 ha, integral pe uscat.

## Localizare
Centrul sitului Tuhala este situat la coordonatele 59°12′07″N 24°57′38″E / 59.202°N 24.9606°E.

## Înființare
Situl Tuhala a fost declarat sit de importanță comunitară în aprilie 2004 pentru a proteja 2 specii de plante. Situl a fost protejat și ca arie specială de conservare în august 2004.

## Biodiversitate
Situată în ecoregiunea boreală, aria protejată conține 6 habitate naturale: Turlough, Izvoare petrifiante cu formare de travertin (Cratoneurion), Lespezi calcaroase, Păduri caducifoliate bătrâne naturale hemiboreale fino-scandinave (Quercus, Tilia, Acer, Fraxinus sau Ulmus) bogate în specii epifite, Păduri fino-scandinave bogate în ierburi cu Picea abies, Păduri caducifoliate de mlaștină fino-scandinave.
La baza desemnării sitului se află mai multe specii protejate de  plante (2): papucul doamnei (Cypripedium calceolus), Thesium ebracteatum.
Pe lângă speciile protejate, pe teritoriul sitului au mai fost identificate 7 specii de plante.